# Панкратов, Виктор Константинович
Виктор Константинович Панкратов (1933 - ?) — экскаваторщик Северного рудоуправления Навоийского горно-металлургического комбината Министерства среднего машиностроения СССР, Герой Социалистического Труда (25.10.1983).
Родился в 1933 году в городе Чимкент Казакской АССР.
С 1948 г. работал на различных предприятиях, в том числе в Братске.
С 1961 года экскаваторщик Северного рудоуправления на Навоийском горно-обогатительном комбинате Министерства среднего машиностроения СССР в городе Навои Узбекской ССР (ныне — Республики Узбекистан).
Работал на выемке горной массы на месторождениях пустыни Кызылкум и в Учкудуке. Бригадир бригады экскаватора ЭКГ-8 (с ёмкостью ковша 8 кубометров).
В 1970 г. совместно с Л. Г. Заболотько предложил и внедрил использование на экскаваторах ЭКГ-8И ковшей ёмкостью 10 кубометров для лёгких песчано-глинистых грунтов.
В 1981 году его бригада поставила всесоюзный рекорд — разработала 6 миллионов кубометров горной массы (при технической норме 2 миллиона кубометров). Это почти на миллион тонн больше, чем предыдущий рекорд, достигнутого на том же карьере в 1980 году бригадой А. Пантелеева.
В 1986 г. бригадой установлен новый рекорд для экскаваторов ЭКГ-8И — 6 384 тыс. куб.м.
Указом Президиума Верховного Совета СССР от 25 октября 1983 года за большие успехи в выполнении заданий по увеличению выпуска специальной продукции и внедрению прогрессивных технологических процессов присвоено звание Героя Социалистического Труда с вручением ордена Ленина и золотой медали «Серп и Молот».
Награждён орденами «Знак Почёта» (29.03.1976), Трудового Красного Знамени (10.03.1981).
После выхода на пенсию жил в Навои, затем (в 1996 году) переехал в Россию.